# Tautología (regla de inferencia)
En lógica proposicional, la tautología es una regla de reemplazo comúnmente utilizada para eliminar la redundancia en disyunciones y conjunciones en las demostraciones lógicas. La tautología se materializa en dos principios:
El principio de idempotencia de la disyunción
{\displaystyle P\lor P\Leftrightarrow P}
y el principio de idempotencia de la conjunción
{\displaystyle P\land P\Leftrightarrow P}
donde "{\displaystyle \leftrightarrow }" es un símbolo metalógico que representa "puede ser reemplazado en una demostración lógica por".

## Relación con la tautología
La regla debe su nombre al hecho de que el concepto de la regla es la misma que las declaraciones tautológicas Si "p y p" es cierto, entonces "p" es verdadero. Y si "p o p" es verdadero, entonces "p" es verdadero. Este tipo de tautología se llama idempotencia. Aunque la regla es la expresión de una tautología en particular, esto es un poco engañoso, ya que todas las reglas de inferencia pueden ser expresadas como una tautología y viceversa.

## Notación formal
Los teoremas son estas fórmulas lógicas {\displaystyle \phi } donde {\displaystyle \vdash \phi } es la conclusión de una demostración válida, mientras que la consecuencia semántica equivalente {\displaystyle \models \phi } indica una tautología.
La regla tautología puede ser expresada como una consecuente:
{\displaystyle P\lor P\vdash P\,}
y
{\displaystyle P\land P\vdash P\,}
donde {\displaystyle \vdash } es un símbolo metalógico que significa que {\displaystyle P} es una consecuencia sintáctica de {\displaystyle P\lor P}, en un caso, y {\displaystyle P\land P} en otro, en algún sistema lógico;
o como una regla de inferencia:
{\displaystyle {\frac {P\lor P}{\therefore P}}}
y
{\displaystyle {\frac {P\land P}{\therefore P}}}
donde la regla es que cada vez que en las líneas de una demostración aparezcan las instancias de "{\displaystyle P\land P}" o "{\displaystyle P\lor P}", se puede reemplazar con "{\displaystyle P}".
o como declaración de una tautología verdad-funcional o teorema de la lógica proposicional. El principio fue afirmado como un teorema de la lógica proposicional por Russell y Whitehead en Principia Mathematica como:
{\displaystyle (P\lor P)\to P\,}
y
{\displaystyle (P\land P)\to P\,}
donde P es una proposición expresada en algún sistema formal.